# Sīrkān
Sīrkān (persiska: سیرکان) är en ort i Iran.   Den ligger i provinsen Sistan och Baluchistan, i den sydöstra delen av landet, 1 500 km sydost om huvudstaden Teheran. Sīrkān ligger 1 267 meter över havet och antalet invånare är 1 347.
Terrängen runt Sīrkān är kuperad åt sydost, men åt nordväst är den platt. Runt Sīrkān är det glesbefolkat, med 12 invånare per kvadratkilometer. Det finns inga andra samhällen i närheten. Trakten runt Sīrkān är ofruktbar med lite eller ingen växtlighet.